# 今村陽良
今村 陽良（いまむら たから、1997年1月17日 - ）は、ジャパンラグビーリーグワンコベルコ神戸スティーラーズに所属するラグビー選手。

## プロフィール
- 京都府京都市出身。
- ポジションはロック(LO)。
- 身長 187 cm、体重 103 kg
- ジュニア・ジャパンに選ばれたことがある[1]。
- U20日本代表に選ばれたことがある[2]。

## 略歴
2015年、東福岡高校卒業後、帝京大学に入る。
2019年、帝京大学卒業後、神戸製鋼コベルコスティーラーズ(現・コベルコ神戸製鋼スティーラーズ)に加入。
2020年2月2日にジャパンラグビートップリーグ第4節NTTドコモレッドハリケーンズ戦に途中出場で公式戦初出場を果たす。